# 孫珫
孫珫（1551年—1604年），字子文，又字玉耳，初號淇陽，再號湛明，山東兗州府東平州平陰縣人，明朝政治人物。

## 生平
七月二十四日生，行五，治《書經》，萬曆元年（1573年）由國子生中式癸酉科山東鄉試第七十一名舉人，萬曆八年（1580年）登庚辰科會試第十二名，第三甲第一百八十八名進士。户部觀政，本年授钱塘县知县，十一年、十四年两次入计，以卓异聞，召入拜四川道监察御史，十六年巡视中城、查刷光禄寺，十七年請告病歸里。十九年起補江西道御史，同年冬巡按陕西，復以病請告。二十二年再次起補江西道，巡按顺天，八月出为山西左參議，分守河東，二十五年以病乞休歸。萬曆三十二年（1604年）卒，年五十四。

## 家族
曾祖孫孜；祖孫庭訓；父孫德良；母王氏；前母時氏。永感下，妻牛氏，兄玶；瑮；璟；璋。